# لوي بيترسن
لوي بيترسن (بالإنجليزية: Loy Petersen)‏ مواليد 26 يوليو 1945، هو لاعب كرة سلة أمريكي سابق. بدأ مسيرته الاحترافية في سنة 1968. تم اختياره من قبل فريق شيكاغو بولز خلال الدرافت. حمل الرقم 15. يبلغ طوله 6 قدم 5 بوصة (2.0 م). اعتزل اللعب في 1970.

## روابط خارجية
- لوي بيترسن على موقع إن بي أي (الإنجليزية)
- لوي بيترسن على موقع سبورتس رفرنس (الإنجليزية)
- لوي بيترسن على موقع كلية كرة السلة في سبورتس رفرنس.كوم (الإنجليزية)
- لوي بيترسن على موقع ريلجم (الإنجليزية)
- لوي بيترسن على موقع بروبوليرز (الإنجليزية)